# Swiss Indoors 2000
Lo Swiss Indoors 2000, noto anche come Davidoff Swiss Indoors per motivi di sponsorizzazione, è stato un torneo di tennis giocato sul cemento indoor.
È stata la 31ª edizione dell'evento e faceva parte delle International Series nell'ambito dell'ATP Tour 2000. Il torneo si è giocato alla St. Jakobshalle di Basilea, in Svizzera, dal 23 al 29 ottobre 2000.

## Campioni

### Singolare
Thomas Enqvist ha battuto in finale  Roger Federer con il punteggio di 6–2, 4–6, 7–6(4), 1–6, 6–1

### Doppio
Donald Johnson /  Piet Norval hanno battuto in finale  Roger Federer /  Dominik Hrbatý con il punteggio di 7–6(9) 4–6 7–6(4)